# Sirikan Charoensiri
Sirikan Charoensiri (Yasothon, 1986), también conocida como June Charoensiri, en tailandés: ศิริกาญจน์ เจริญศิริ, es una abogada de derechos humanos tailandesa. Trabaja con Abogados Tailandeses por los Derechos Humanos (Thai Lawyers for Human Rights, TLHR) y es una de las representantes legales de los catorce activistas estudiantiles del Movimiento Nueva Democracia (NDM). Ha sido objeto de hostigamiento y amenazas por parte de las autoridades tailandesas, así como de acusaciones penales relacionadas con su trabajo como abogada de derechos humanos. Es la primera abogada tailandesa en ser acusada de sedición por la junta militar.

## Trayectoria
Charoensiri creció en Yasothon, y estudió en el Instituto Triam Udom Suksa y después en la Universidad de Thammasat donde se graduó en 2009. Después de terminar sus estudios, Charoensiri realizó una pasantía en la Comisión Internacional de Juristas y más tarde durante dos años en la Asociación para la Prevención de Tortura y la American Bar Association para la prevención de la tortura y cuestiones de derechos humanos relacionadas con la insurgencia en Tailandia del Sur y la aplicación de la  Iniciativa sobre el Estado de Derecho. En 2013,  se matriculó en un programa de máster en Derecho en la Universidad de Essex para estudiar derecho internacional de los derechos humanos.
Al concluir su Máster en derecho, Charoensiri volvió a trabajar para la Comisión Internacional de Juristas. Cuando tuvo lugar en 2014 el golpe de Estado en Tailandia, se dio cuenta de la necesidad de establecer una entidad separada para tratar asuntos legales, ya que a los abogados se les prohibía el acceso a sus clientes y los militares arrestaban a personas sin orden judicial, las detenían sin cargos y las retenían en campamentos secretos. Cuando cofundó Thai Lawyers for Human Rights, ésta se creó inicialmente como una línea telefónica de asesoramiento. Pronto  creció hasta formar un equipo de abogados, financiados por grupos internacionales de apoyo para trabajar sobre las violaciones de derechos humanos.
En 2015, Charonsiri obtuvo la liberación del fotoperiodista Anthony Kwan Hok-chun, de la organización Initium de medios de comunicación de Hong Kong. Kwan, que había acudido a Tailandia para informar sobre  el bombardeo del Santuario de Erawan, llevó consigo un equipo de protección que incluía un chaleco antibalas y un casco, sin saber que esos artículos estaban controlados por las leyes tailandesas sobre armas. Fue arrestado al intentar regresar a Hong Kong y se le confiscó el pasaporte.
Ese mismo año, en junio de 2015, 14 estudiantes que se manifestaban a favor de la democracia fueron arrestados y acusados de sedición. Charoensiri y otros abogados que representaban a los estudiantes, protestaron porque los estudiantes estaban siendo juzgados en un tribunal militar. Siete meses después del arresto de los estudiantes, fue acusada de negarse a cumplir con una orden oficial y de ocultar pruebas. Los cargos provenían de que ella recibió los teléfonos celulares de sus clientes cuando fueron arrestados y los guardó en su coche. Al día siguiente, presentó una denuncia contra la policía por confiscar ilegalmente su coche para completar el registro. La denuncia dio lugar a que se presentaran cargos adicionales contra Charoensiri por acusaciones falsas contra la policía.
Después de asistir a la 33ª reunión general del Consejo de Derechos Humanos de las Naciones Unidas en Ginebra, Charoensiri recibió una citación por cargos adicionales de co-conspiración y sedición. Fue la primera vez que un abogado fue acusado de sedición por la junta militar, lo que provocó protestas de organizaciones internacionales de derechos humanos.